# Frank Saul
Frank Benjamin Saul (ur. 16 lutego 1924, zm. 7 listopada 2019) – amerykański koszykarz, występujący na pozycjach rzucającego obrońcy lub niskiego skrzydłowego, czterokrotny mistrz NBA.
Przez cztery kolejne sezony sięgał po mistrzostwo NBA, w barwach dwóch różnych klubów. W 1951 roku zespół Rochester Royals pokonał w finale New York Knicks 4–3. Kolejny sezon rozpoczął w barwach Baltimore Bullets, jednak już 26 stycznia trafił do Minneapolis Lakers. Dzięki właśnie takiemu splotowi wydarzeń został czterokrotnie z rzędu mistrzem ligi.
Karierę zakończył w 1955 roku w barwach Milwaukee Hawks.
Saul oraz Steve Kerr są jedynymi zawodnikami w historii NBA, którzy zdobyli co najmniej dwa tytuły mistrzowskie, w dwóch różnych klubach, sezon po sezonie.

## Osiągnięcia
NBA
- 4-krotny mistrz NBA (1951–1954)[2]